# NGC 5694
أن جي سي 5694 (NGC 5694،  المعروف أيضا باسم كالدويل 66) هو عنقود مغلق في كوكبة الشجاع. وقد تم اكتشافه في عام 1784 من قبل ويليام هيرشيل.

## وصلات خارجية
- NGC 5694 على موقع ويكي سكاي: DSS2, SDSS, GALEX, IRAS, Hydrogen α, X-Ray, Astrophoto, Sky Map, Articles and images